# Bärnegg (hrad)

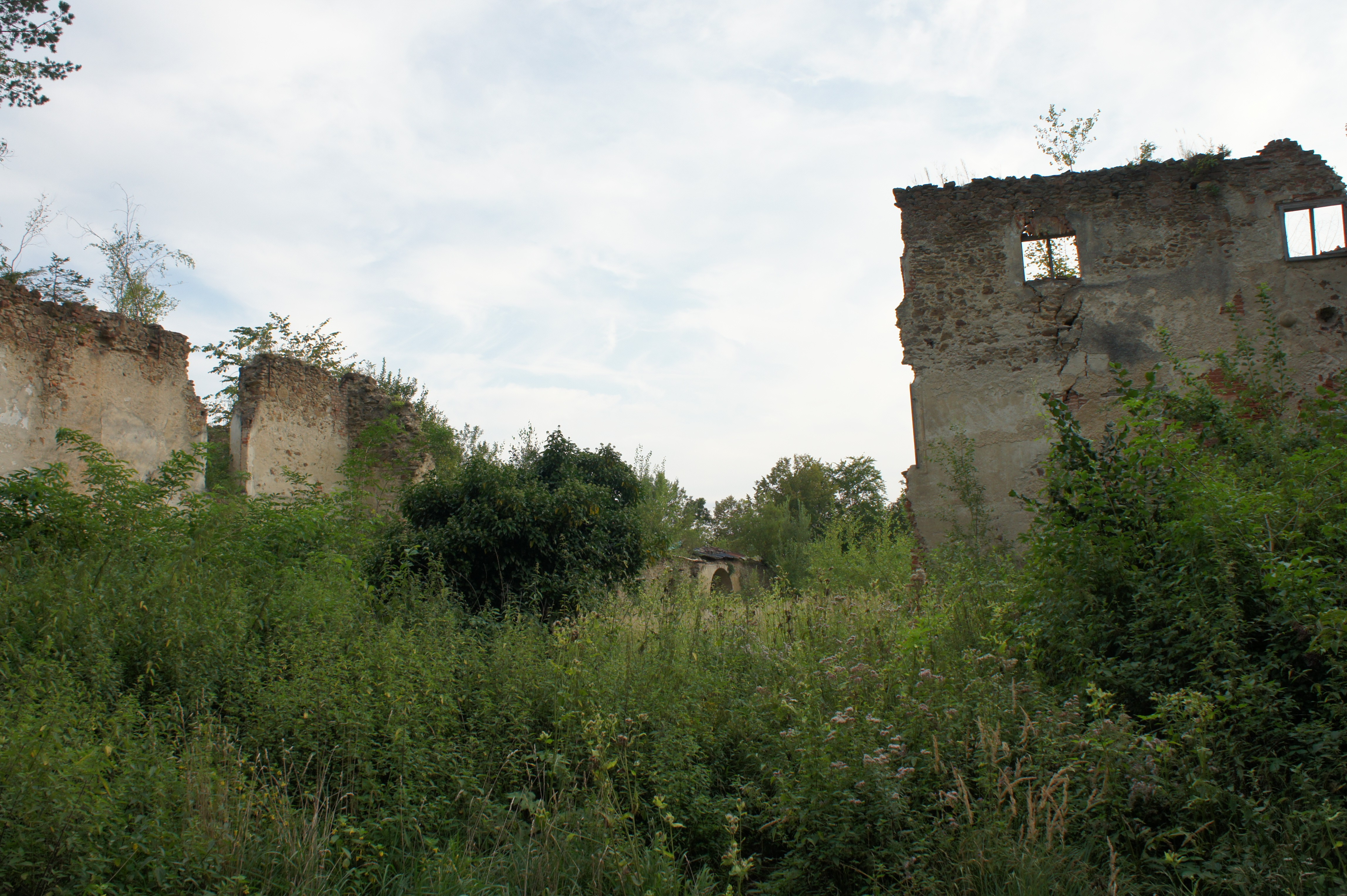
Hrad Bärnegg

Hrad Bärnegg je zřícenina hradu v katastrální obci Elsenau, v obci Schäffern ve východním Štýrsku. Byl postaven na konci 12. století a poprvé zmíněn v roce 1312. K majitelům hradu patřily rody Pernerů, Teuffenbacherů, Reichenbergů a Rindsmaulů. V 17. století bylo rozšířeno arkádové nádvoří a v roce 1703 byla postavena kaple. V ruinu se stavba změnila až v posledních desetiletích.